# 同胞翰林坊
同胞翰林坊是一座青石牌坊，位于中国安徽省黄山市徽州区潜口镇唐模村村口唐模檀干园前，唐模村的标志建筑。牌坊建于康熙二十五年（1686），高16米，宽9.6米，三间三楼四柱冲天式。整座牌坊布满精美的石雕。此坊为康熙皇帝恩准唐模村许氏家族的同胞兄弟许承宣、许承家建造，他们二人分别于康熙十五年（1676年）丙辰科和康熙二十四年（1685年）乙丑科考中进士，均被钦点为翰林。上方有“恩荣”二字，东西两面分别刻有“圣朝都諌”和“同胞翰林”四字。
2019年10月，同胞翰林坊作为唐模檀干园的子项公布为全国重点文物保护单位。